# Albuca donaldsonii
Albuca donaldsonii là một loài thực vật có hoa trong họ Măng tây. Loài này được Rendle mô tả khoa học đầu tiên năm 1896.